# دارینا ورخوهلیاد
دارینا ورخوهلیاد (اوکراینی: Дарина Верхогляд؛ زادهٔ ۲۲ february ۱۹۹۲ (۳۳ سال)) ورزشکار روئینگ اهل اوکراین است.
وی در مسابقات کشوری و بین‌المللی در مجموع برندهٔ ۱ مدال نقره، ۳ مدال برنز شده‌است.